# Вілар-ле-Конт
Вілар-ле-Конт (фр. Villars-le-Comte) — громада  в Швейцарії в кантоні Во, округ Бруа-Вюлі.

## Географія
Громада розташована на відстані близько 60 км на південний захід від Берна, 24 км на північний схід від Лозанни.
Вілар-ле-Конт має площу 4,2 км², з яких на 4,5% дозволяється будівництво (житлове та будівництво доріг), 70,3% використовуються в сільськогосподарських цілях, 25,1% зайнято лісами, 0% не є продуктивними (річки, льодовики або гори).

## Демографія
2019 року в громаді мешкало 122 особи (-18,7% порівняно з 2010 роком), іноземців було 9%. Густота населення становила 29 осіб/км².
За віковим діапазоном населення розподілялося таким чином: 18,9% — особи молодші 20 років, 59% — особи у віці 20—64 років, 22,1% — особи у віці 65 років та старші. Було 53 помешкань (у середньому 2,3 особи в помешканні).
Із загальної кількості 39 працюючих 17 було зайнятих в первинному секторі, 4 — в обробній промисловості, 18 — в галузі послуг.